# Yarmouth (Maine)
Yarmouth é uma Região censo-designada localizada no estado americano de Maine, no Condado de Cumberland. Em 2020, a sua população era de 6.125 habitantes 

## Geografia
De acordo com o United States Census Bureau tem uma área de 6,8 km², dos quais 6,7 km² cobertos por terra e 0,1 km² cobertos por água.

## Localidades na vizinhança
O diagrama seguinte representa as localidades num raio de 20 km ao redor de Yarmouth.